# Quilombo Lagoinha de Cima
O Quilombo Lagoinha de Cima, em Chapada dos Guimarães, Mato Grosso, foi certificado como comunidade remanescente de quilombo pela Fundação Cultural Palmares.
A comunidade foi tema de uma exposição no Museu de Arqueologia e Etnologia da Universidade Federal do Paraná, em Paranaguá. A mostra foi exibida de 27 de novembro de 2015 a 28 de fevereiro de 2016.